# Brillinge

En karta som visar var stadsdelen Brillinge ligger i Uppsala.

Brillinge är en stadsdel Uppsalas norra utkant, beläget i Vaksala socken, direkt nordväst om Gränbystaden, på länsväg 288 mot Jälla. Brillinge var ursprungligen endast en bondgård, ungefär belägen där gården vid Brillingevägen 16 ligger, och utvecklades senare till en bondby. 
Området består av en del nyare villor, många byggda på 50- och 60-talet och av landsbygdsbebyggelse (prästgården, Brillinge gård). Prästgården var den enda gård som idkade näring i Brillinge sedan Brillinge gård (Brillinge 16) ej längre var jordbruksfastighet.
Brillinge som ligger i Vaksala församling tillhörde tidigare Vaksala socken, Vaksala härad innan indelningen genom kommunreformen blev ändrad och Brillinge blev en del av Uppsala kommun.
Brillinge är ett namn som troligen stammar från tidig vikingatid, ev tidigare. Parallellt med Brillingevägen på Brillinges "ås" ligger en äldre, knappt synlig väg in mot skogen. Denna forntida väg är markerad med ett par stenar och torde ha utgjort en viktig led.
I Brillige ca 600 meter nordväst om det gamla gårdsläget finns en Offersten med inhuggna skalgropar. I anslutning till blocket upptäcktes 1936 ett gravfält från äldre romersk järnålder (ca 0–200 e. Kr.). En skelettgrav innehållande ett barn, tre hartstätade träkärl med mat, en lerkruka av gotländsk typ med samma innehåll, och ett antal mässingsbeslag till någon typ av bälte (RAÄ 116, Vaksala)
Det finns även en rad andra fornlämningar i Brillinge. Lite längre västerut grävdes en stensättning med skålgropsförekomst från äldre järnålder ut av Nils Sundqvist på 1940-talet (RAÄ 269, Vaksala). Strax söder därom finns en skålgropsförekomst, (RAÄ 373, Vaksala), och ytterligare lite söderut finns ett större boplatsområde från järnåldern, delvis utgrävt 2006 och 2008. (RAÄ 291, Vaksala), och lite söderut ett boplatsområde av lite yngre järnålderskaraktär och terrasseringar (RAÄ 271, Vaksala). Järnåldersboplatslägen finns även norr om området (RAÄ 301, Vaksala). 
I Brillinge finns även tre gravfält från yngre järnåldern. Ett om 8 runda stensättningar (RAÄ 105, Vaksala), ett om 60 runda stensättningar (RAÄ 112, Vaksala), och ett om 2 högar och 8 runda stensättningar (RAÄ 125, Vaksala). Troligen har hela området varit del i ett större gravfältsområde innan det sprängdes sönder av modern bebyggelse.